# Муракамі Кадзукі (стрибун у воду)
Муракамі Кадзукі (19 травня 1989) — японський стрибун у воду.
Учасник Олімпійських Ігор 2020 року, де в синхронних стрибках з 10-метрової вишки разом з Хірокі Іто посів 8-ме (останнє) місце.